# Nigula (Lääne-Nigula)
Nigula is een plaats in de Estlandse gemeente Lääne-Nigula, provincie Läänemaa. De plaats heeft de status van dorp (Estisch: küla).
Nigula behoorde tot in oktober 2013 tot de gemeente Taebla. In die maand werd Taebla bij de fusiegemeente Lääne-Nigula gevoegd.
De plaats had een station aan de spoorlijn Keila - Haapsalu. In 1995 werd de spoorlijn ingekort tot het traject Keila-Riisipere en werd het station gesloten.

## Bevolking
Het dorp had 177 inwoners op 31 december 2011 en 200 inwoners op 31 december 2021.

## Foto's

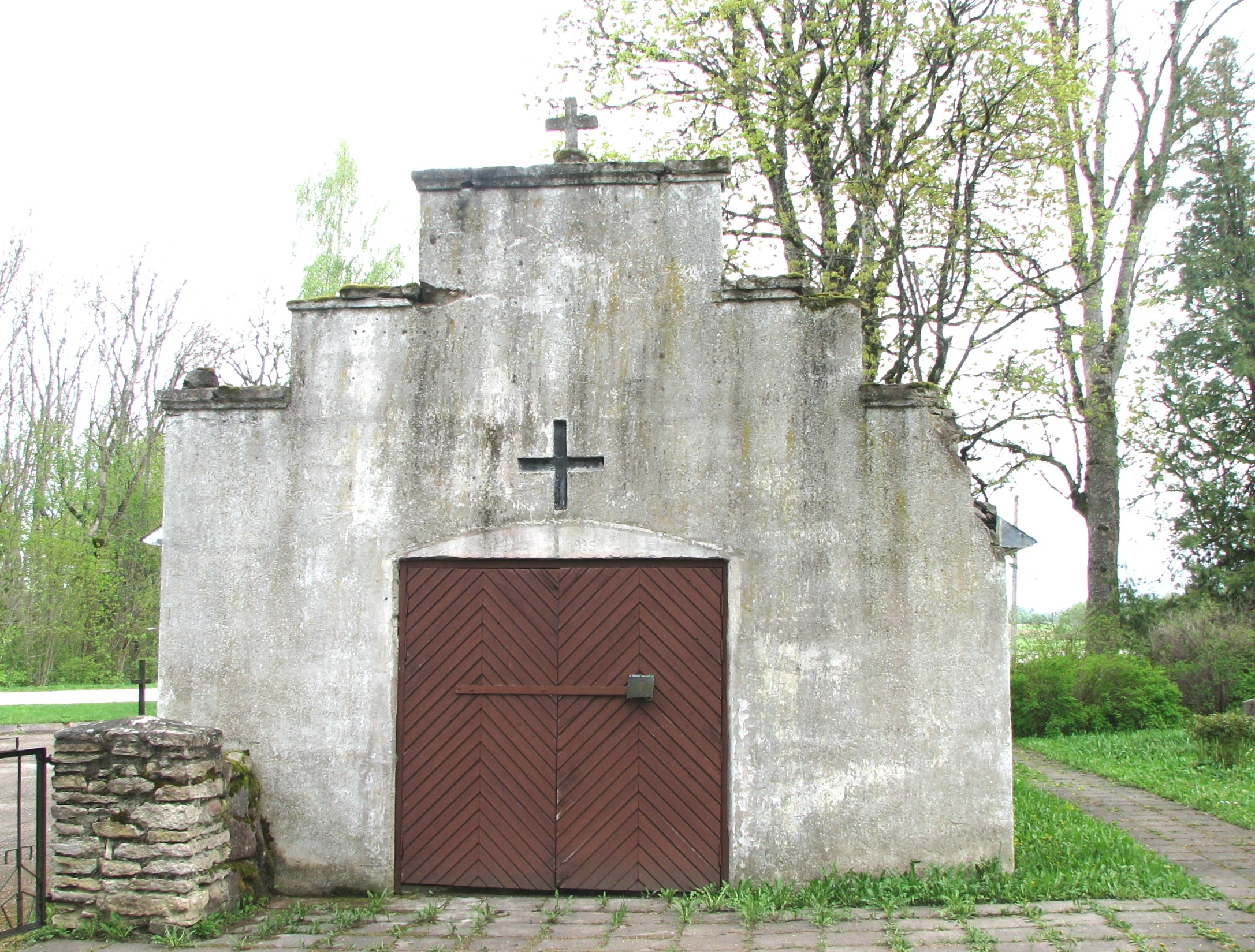
Kapelletje bij Nigula
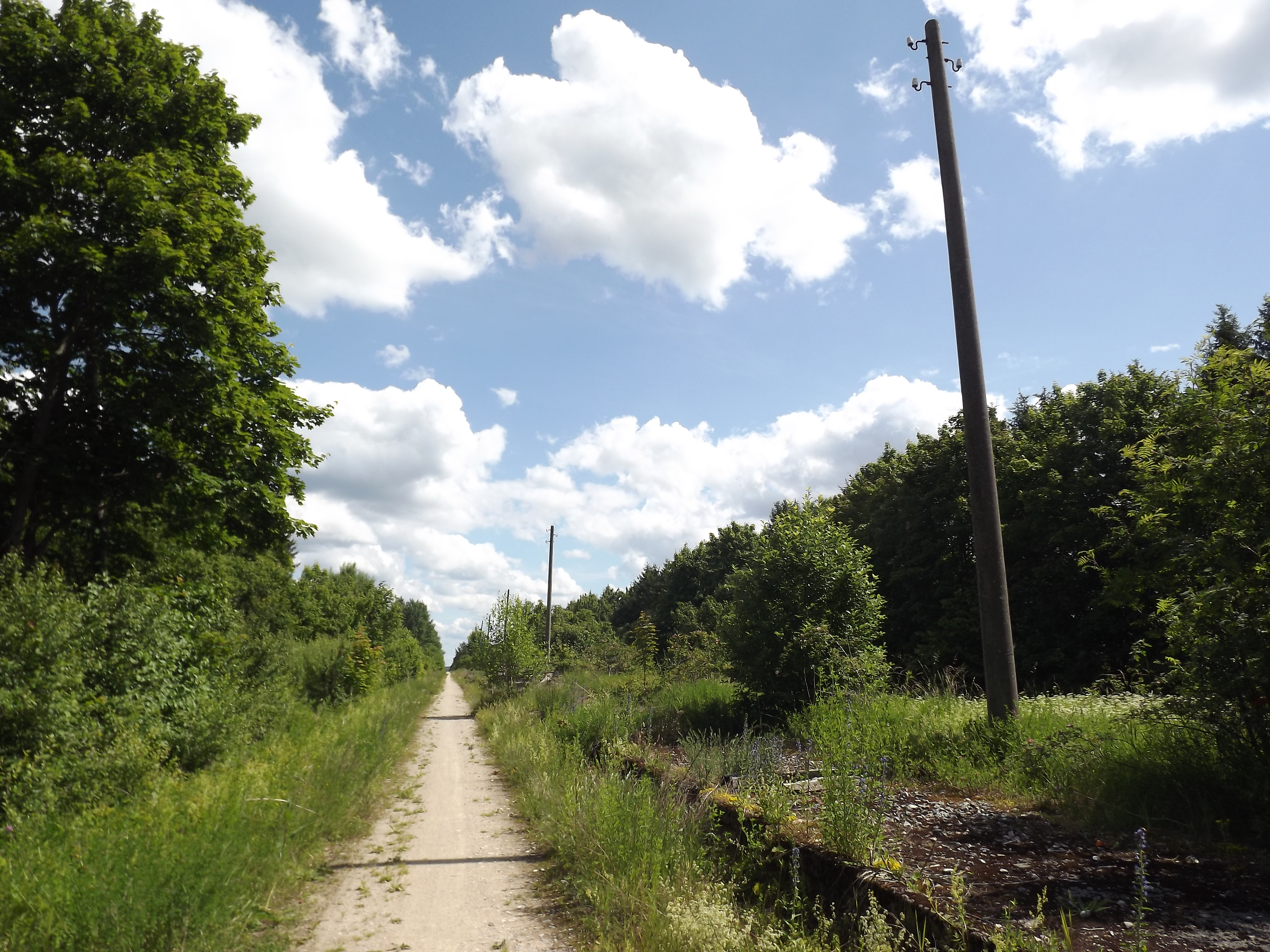
De plaats waar het station heeft gelegen